# Santa Rosa (departement van Mendoza)
Santa Rosa (Mendoza) is een departement in de Argentijnse provincie Mendoza. Het departement (Spaans:  departamento) heeft een oppervlakte van 8.510 km² en telt 15.818 inwoners.

## Plaatsen in departement Santa Rosa
- 12 de Octubre (Mendoza)
- La Dormida
- Las Catitas
- Ñacuñan
- Santa Rosa